# Polijiros (gmina)
Polijiros (gr. Δήμος Πολυγύρου, Dimos Polijiru) – gmina w Grecji, w administracji zdecentralizowanej Macedonia-Tracja, w regionie Macedonia Środkowa, w jednostce regionalnej Chalkidiki. W 2011 roku liczyła 22 048 mieszkańców. Powstała 1 stycznia 2011 roku w wyniku połączenia dotychczasowych gmin: Antemundas, Ormilia, Polijiros i Zerwochoria. Siedzibą gminy jest Polijiros.